# Holofernes
Holofernes (en hebreu, הולופרנס) fou un general assiri a les ordres de Nabucodonosor. Apareix als llibres Deuterocanònics, concretament al Llibre de Judit de la Bíblia.
El rei de Babilònia Nabucodonosor II va enviar Holofernes per venjar-se dels pobles de l'oest que no havien volgut ajudar el seu regne. El general va assetjar la ciutat de Betúlia i de poc més que la ciutat no es va rendir. Va ser salvada per Judit, una bonica vídua jueva que es va introduir al campament assetjant d'Holofernes i el va seduir. Llavors fou quan Judit va decapitar el general mentre estava begut. Ella va tornar a Betúlia amb el cap del general i els jueus van vèncer els enemics.

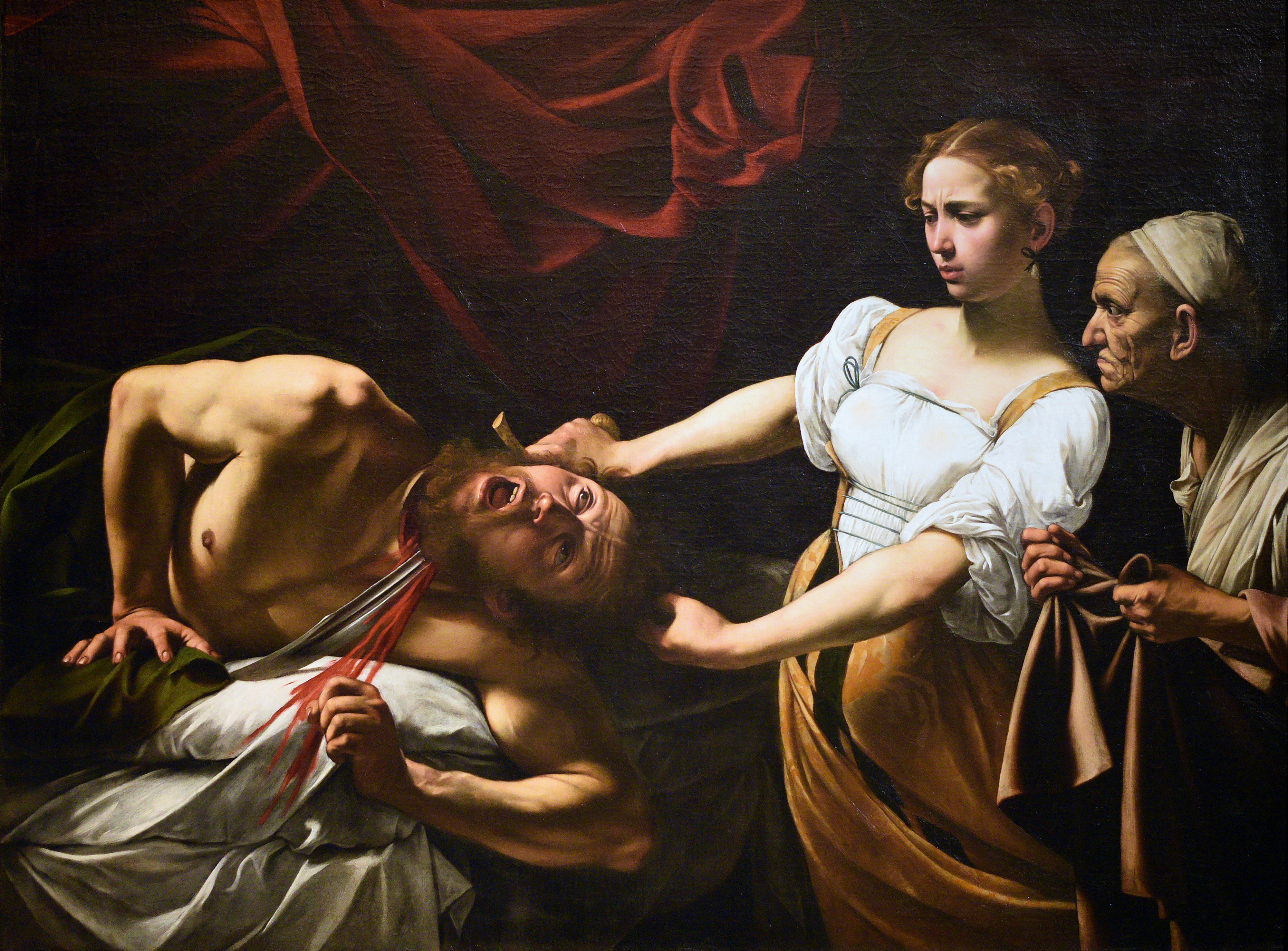
Judit i Holofernes, Caravaggio

La decapitació d'Holofernes per part de Judit ha estat objecte de representació en moltes obres d'art, entre les quals cal destacar les obres de Donatello, Sandro Botticelli, Andrea Mantegna, Giorgione, Lucas Cranach el Vell, Caravaggio, Tiziano, Antonio de Pereda, Goya, Horace Vernet, Gustav Klimt, Artemisia Gentileschi, Jan Sanders van Hemessen o Hermann-Paul.
La història també va inspirar un poema medieval anglosaxó antic, l'oratori de Mozart Betulia Liberata i una opereta de Jacob Pavlovitch Adler, entre altres representacions.